# Carolina Caycedo

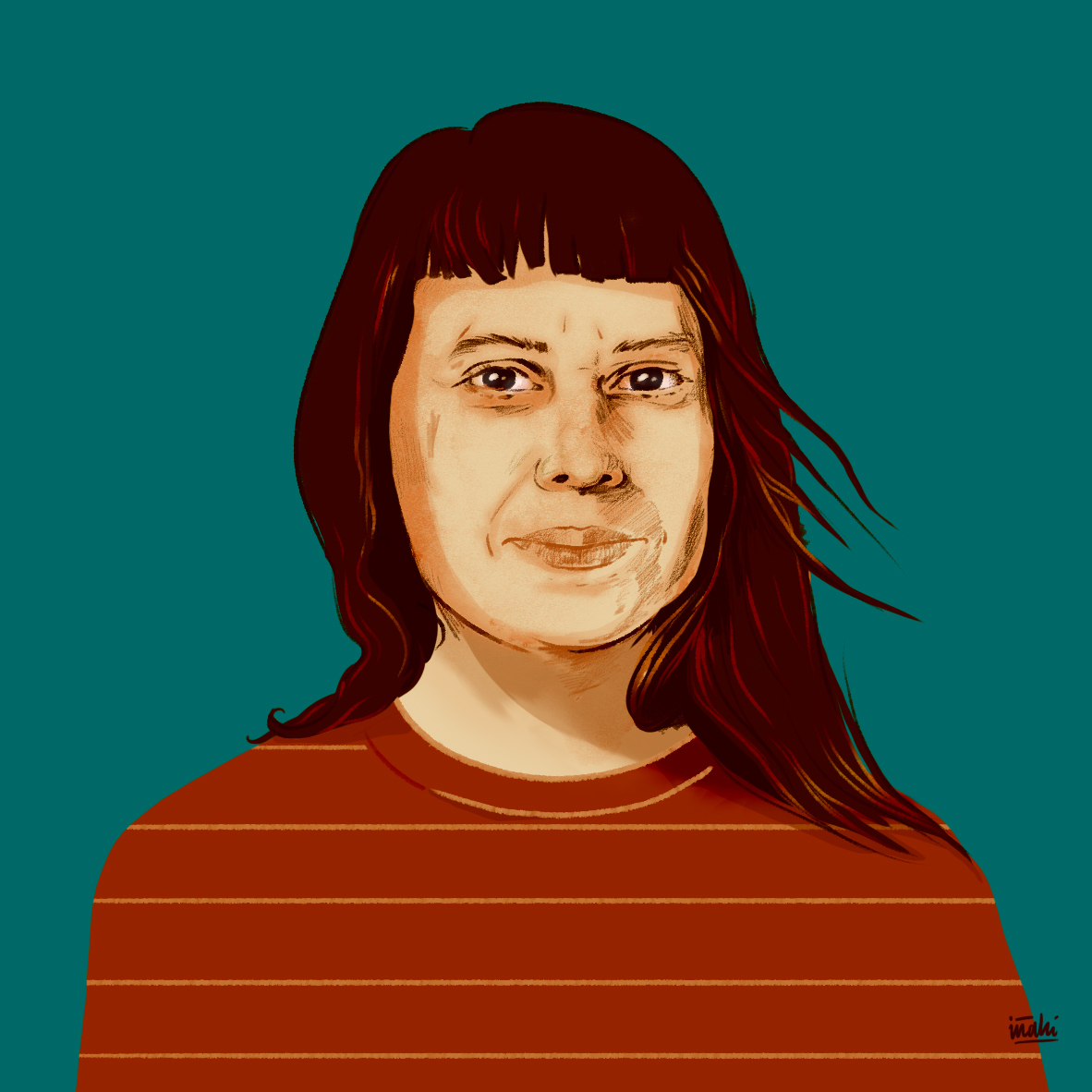
Carolina Caycedo (Porträtgemälde)

Carolina Caycedo (geboren 1978 in London) ist eine multimediale Künstlerin kolumbianischer Herkunft, die in Los Angeles lebt.

## Leben
Carolina Caycedo ist Tochter kolumbianischer Eltern. An der Universidad de los Andes in Bogotá absolvierte sie 1999 ein Studium der Schönen Künste. Ein weiteres Studium an der University of Southern California schloss sie 2012 als Master ab. Seit jener Zeit ist ihr Wohnsitz in Los Angeles. Sie unterhält weiterhin starke Bindungen zu Kolumbien und arbeitet dort. Darüber hinaus führt sie ein kosmopolitisches Leben, verbrachte in Oaxaca, Hamburg, Chile, Guatemala, Brasilien, Berlin und Medellín Zeit für künstlerische Projektarbeit.
Bei der FAAP in São Paulo (2016), OXY ARTS in Los Angeles und Denniston Hill in New York City (2023) war sie jeweils Artist in Residence.
Sie hat einen Sohn und eine Tochter. Ihre Tochter brachte sie in Puerto Rico zur Welt.

## Werk

### Charakteristik
Die Arbeiten von Carolina Caycedo umfassen Videos, Skulpturen, Installationen, Zeichnungen, Fotografien und Aktionen. Sie beschäftigen sich mit der Umwelt, den Beziehungen der Menschen zu ihr, der Geschichte ihrer Ausbeutung und der sozialen Auseinandersetzungen, und der Gewalt, die manche Projekte nach sich ziehen. Trotz ihres eigenen kosmopolitischen Daseins sind ihre Arbeiten weit von der Begrifflichkeit der Globalisierung entfernt, sondern haben einen ausgeprägt lokalen Bezug. Viele ihrer Projekte erforschen das Leben an Flüssen und die historischen, kulturellen und politischen Folgen, die diese Lebensform mit sich bringt.

### Ausgewählte Arbeiten

#### Daytoday(2002–2009)
Daytoday behandelt die Zeit, in der sich Carolina Caycedo in Metropolen wie New York, London oder Wien aufhielt, ohne Geld zu haben. Sie lebte von einem Tag auf den nächsten, indem sie Dienste wie Haarschnitte oder Spanisch-Unterricht im Austausch gegen Essen oder einen Platz zum Übernachten anbot.

#### Be Dammed(ab 2012)
Eine Reihe von Videos, Kunstbüchern und Installationen konzentriert sich auf die kolumbianischen Gemeinden rund um den Río Magdalena, die von Mineralabbau, dem Bau von Dämmen und der Privatisierung des Flusses betroffen sind. Bis 2014 wurden 200.000 kolumbianische Einwohner aufgrund von Rohstoffabbau und Landprivatisierungen umgesiedelt. In ihrem Projekt untersuchte Carolina Caycedo die Folgen dieser Umsiedlungen.

#### How to obtain a British passport(2013)
Das Video thematisiert teils real und teils fiktiv die Bemühungen von Carolina Caycedo und ihrem kolumbianischen Partner um eine standesamtliche Trauung.

#### Cosmotarrayas(2016)
Cosmoterrayas entwickelte sich als Zweig ihres umfassenderen Projekts Be Dammed. Es besteht aus einer Serie von hängenden Skulpturen, die aus handgefertigten Fischernetzen und anderen Fundstücken bestehen. Cosmotarraya setzt sich aus den Wörtern cosmos und atarraya (spanisch für Netz) zusammen. Jedes Cosmotarraya ist mit bestimmten Menschen, Flüssen, Traditionen und Kulturen verbunden, vom Kayapo-Volk in Pará im Norden Brasiliens bis zum Flussgeist Oshun der Yoruba. Ebenso ist jedes Netz mit einem individuellen Körper verbunden. Es ist von Hand mit einer Nadel gewebt, die so dick ist wie die Finger eines Fischers.
Carolina Caycedo stellt das Fischernetz, als Werk des vernetzten Individuums, in einen symbolischen Gegensatz zum Damm, dem Werk eines Unternehmens:

“The dam is corporate-made, impenetrable, unmovable. It cuts the body of the river in two. It cuts the flow of the ecosystem. On the other side you have the fishing net, which is man-made, small-scale, porous, flexible, malleable. It lets the water through but catches the sustenance.”

„Der Damm ist das Werk eines Unternehmens, er ist undurchdringlich, unbeweglich. Er schneidet den Flusskörper entzwei. Er unterbricht das Fließen des Ökosystems. Auf der anderen Seite das Fischernetz, handgefertigt, kleinteilig, porös, flexibel und formbar. Es lässt das Wasser durch, hält aber die Nahrung zurück.“

#### To Drive Away Whiteness/Para alejar la blancura(2017)
Das Projekt war Bestandteil der Biennale Made in LA 2018 des Armand Hammer Museums of Art. Ähnlich wie bei Cosmoterrayas arbeitete Carolina Caycedo mit Skulpturen aus Fischernetzen, die sie wie Mobiles an die Decke des Museums hängte. Die Netze waren Geschenke von Freundinnen und Freunden und von Märkten an Flüssen in Lateinamerika, die sie besucht hatte. Plastikflaschen, gefüllt mit gefärbten Wasser, hingen in den Maschen, in ihrer billigen Anmutung kontrastierend zu der eleganten Architektur und Möblierung des Museumshofs.

#### Apariciones/Apparitions(2018)
Das Tanz-Videoprojekt entstand in Zusammenarbeit mit The Huntington in San Marino, Kalifornien. Es versucht, die kulturellen Erfahrungen von People of Color und queeren Menschen an die Oberfläche zu befördern, die im Programm eines westlichen Museums nur unterschwellig präsent sind. Szenen, in denen die Darstellerinnen und Darsteller schweigend in die Kamera starren und sich glückselig in Netzstrümpfen winden, wechseln mit Szenen, in denen sie sich heftig schütteln, wie von übernatürlichen Kräften besessen. Ihre Bewegungen, manchmal fließend und manchmal angestrengt, erinnern an spirituelle Praktiken der Candomblé-Religion und der Flussgöttin Oshun. Diese Szenen sind vermischt mit Standbildern der Arbeit im Archiv von The Huntington.

#### The Collapse of a Model(2019)
In einer Verbindung von tänzerischer Aktion, Bilddokumentation und Malerei setzt sich das Projekt mit verschiedenen Dammbrüchen auseinander, die in allen Teilen der Welt immer wieder auftreten und das Leben der Bevölkerung vor Ort erschüttern. Es untersucht die nationalen und internationalen Geldströme sowie die Unternehmens- und Regierungsinteressen, die hinter den Staudammprojekten stehen.

#### Tierra de los amigos(2023)
Die Ausstellung umfasst in einer Art Retrospektive eine umfangreiche Sammlung von Carolina Caycedos Arbeiten zu sozialen Bewegungen und Gemeinschaften, die sich gegen den Bau von Energie-Infrastrukturen, insbesondere großer Wasserkraftprojekte, wenden. Der Kampf für Umweltgerechtigkeit bedinge, so die These der Ausstellung, eine Revision des modernen Denkens über Wasser als Ressource – eines Denkens, das zwischen Natur und Kultur trennt und folglich den Menschen von seiner Umwelt trennt. Diese wird als domestizierbar und ausbeutbar verstanden, was zu dem Ungleichgewicht des Klimawandels geführt habe.

## Museen und Sammlungen
Ihr Werk ist in vielen bedeutenden Museen und Sammlungen vertreten, darunter
- Whitney Museum of American Art in New York City;[20]
- Los Angeles County Museum of Art;[21]
- Banco de la República in Bogotá;[2]
- Cantor Arts Center, Stanford;[2]
- Escala Collection, University of Essex;[2]
- Fonds régional d'art contemporain des Pays de la Loire, Carquefou;[2]
- Fundación ARCO, Madrid;[2]
- Fundación Artium de Álava, Vitoria-Gasteiz;[2]
- Guggenheim UBS Map, New York City;[2]
- Hammer Museum, Los Angeles;[2]
- Hood Museum, Dartmouth College;[2]
- The Huntington Art Museum, San Marino;[2]
- Institute of Contemporary Art, Boston;[2]
- Migros Museum, Zürich;[2]
- Musée d’art contemporain de la Haute-Vienne, Rochechouart;[2]
- Museu de Arte de São Paulo;[2]
- Museum of Contemporary Art Chicago;
- Muzeum Sztuki, Łódź;[22]
- Orange County Museum of Art;[2]
- Rollins Museum of Art, Winter Park;[2]
- Seattle Museum of Art;[2]
- Seoul Museum of Art;[2]
- Sharjah Art Foundation;[2]
- Tate Gallery, London;[2]
- Vincent Price Art Museum, Monterey Park.[2]

## Ausstellungen

### Einzel- und Zwei-Personen-Ausstellungen (Auswahl)
- Institute of Contemporary Art in Boston (2020)[2]
- Museum of Contemporary Art in Chicago (2021)[2]
- Museum of Modern Art in New York City (2022)[2]
- Institute of the Arts and Sciences an der University of California in Santa Cruz (2023)[2]
- Vincent Price Art Museum in Monterey Park (2023)[2]
- Tierra de los amigos im Baltic Centre for Contemporary Art in Gateshead, im Artium Museoa in Vitoria-Gasteiz und im Institut Valencià d’Art Modern (2023–2024)[4][6]

### Gruppenausstellungen (Auswahl)
- Biennale von Venedig (2003)[23]
- Whitney Biennial (2006)[24]
- Triennale Poli/gráfica von San Juan (2009)[25]
- Biennale von Pontevedra (2010)[26]
- Berlin Biennale (2014)[27]
- Biennale von São Paulo (2016)[28]
- Los Angeles County Museum of Art (2017)[2]
- Kunstmuseum Seoul (2017)[2]
- Los Angeles County Museum of Art (2017)[29]
- Les Recontres d'Arles (2017)[30]
- Whitney Museum of American Art, New York City (2018)[2]
- Biennale Made in LA des Armand Hammer Museum of Art (2018)[16]
- Hamburger Bahnhof, Berlin (2018)[31]
- Biennale für Architektur in Chicago (2019)[32]
- Museo de Arte São Paulo (2019)[2]
- Centre Pompidou, Paris (2019)[2]
- OXY ARTS, Los Angeles (2020)[2]
- Biennale von Havanna (2021)[33]
- Serpentine Galleries, London (2022)[2]
- The Clark, Williamstown (2023)[2]
- 15th Sharjah Biennial (2023)[34]

## Auszeichnungen
- 2018 /five initiative des Vincent Price Art Museum in Monterey Park, und der Huntington Library, beide in Kalifornien.[12]
- 2015 Preis für Visual Arts der Organisation Creative Capital.[35]
- 2020 Borderlands Fellowship.[2]
- 2021 Latinx Arts Fellowship der Mellon Foundation.[2]
- 2023 Finalistin beim Preis Artes Mundi in Wales.[36]
- 2023 United States Artists Fellowship.[2]
- 2023 Soros Arts Fellowship.[37]
- 2023–2024 Artist in Residence beim Getty Research Institute.[38]